# Aciagrion tillyardi
Aciagrion tillyardi е вид водно конче от семейство Coenagrionidae. Видът е незастрашен от изчезване.

## Разпространение
Разпространен е в Индия (Аруначал Прадеш, Манипур, Мегхалая и Нагаланд), Индонезия (Суматра), Китай (Гуандун, Гуанси и Хайнан), Тайланд и Хонконг.